# Nick Saviano
Nick Saviano (Teaneck, 5 giugno 1956) è un allenatore di tennis ed ex tennista statunitense.

## Carriera
In carriera ha vinto 1 titolo in singolare, il Lorraine Open nel 1983, e 3 titoli di doppio, l'Hawaiian Open nel 1979, in coppia con John Lloyd, lo Stuttgart Indoor nel 1981, in coppia con Buster Mottram, e il Cologne Grand Prix nel 1983, in coppia con Florin Segărceanu.

## Statistiche

### Singolare

#### Vittorie (1)
| Numero | Anno | Torneo               | Superficie | Avversario in finale | Punteggio     |
| 1.     | 1983 | Lorraine Open, Nancy | Cemento    | Chip Hooper          | 6–4, 4–6, 6–3 |

### Doppio

#### Vittorie (3)
| Numero | Anno | Torneo                      | Superficie | Compagno          | Avversari in finale            | Punteggio     |
| 1.     | 1979 | Hawaiian Open, Maui         | Cemento    | John Lloyd        | Rod Frawley Francisco González | 7–5, 6–4      |
| 2.     | 1981 | Stuttgart Indoor, Stoccarda | Cemento    | Buster Mottram    | Craig Edwards Eddie Edwards    | 3-6, 6-1, 6-2 |
| 3.     | 1983 | Cologne Grand Prix, Colonia | Sintetico  | Florin Segărceanu | Paul Annacone Eric Korita      | 6–3, 6–4      |